# 朱传茗
朱传茗（本名朱祖泉，1909年—1974年1月14日），江苏太仓人，昆曲名家、传字辈演员。幼时跟随其父朱鸣园学习昆曲，后于1921年进入昆剧传习所。师承许彩金、尤彩云，工五旦，兼正旦。曾与梅兰芳有“北梅南朱”之称。1974年于太仓病逝，享年66岁。